# Ibn Taymiyya

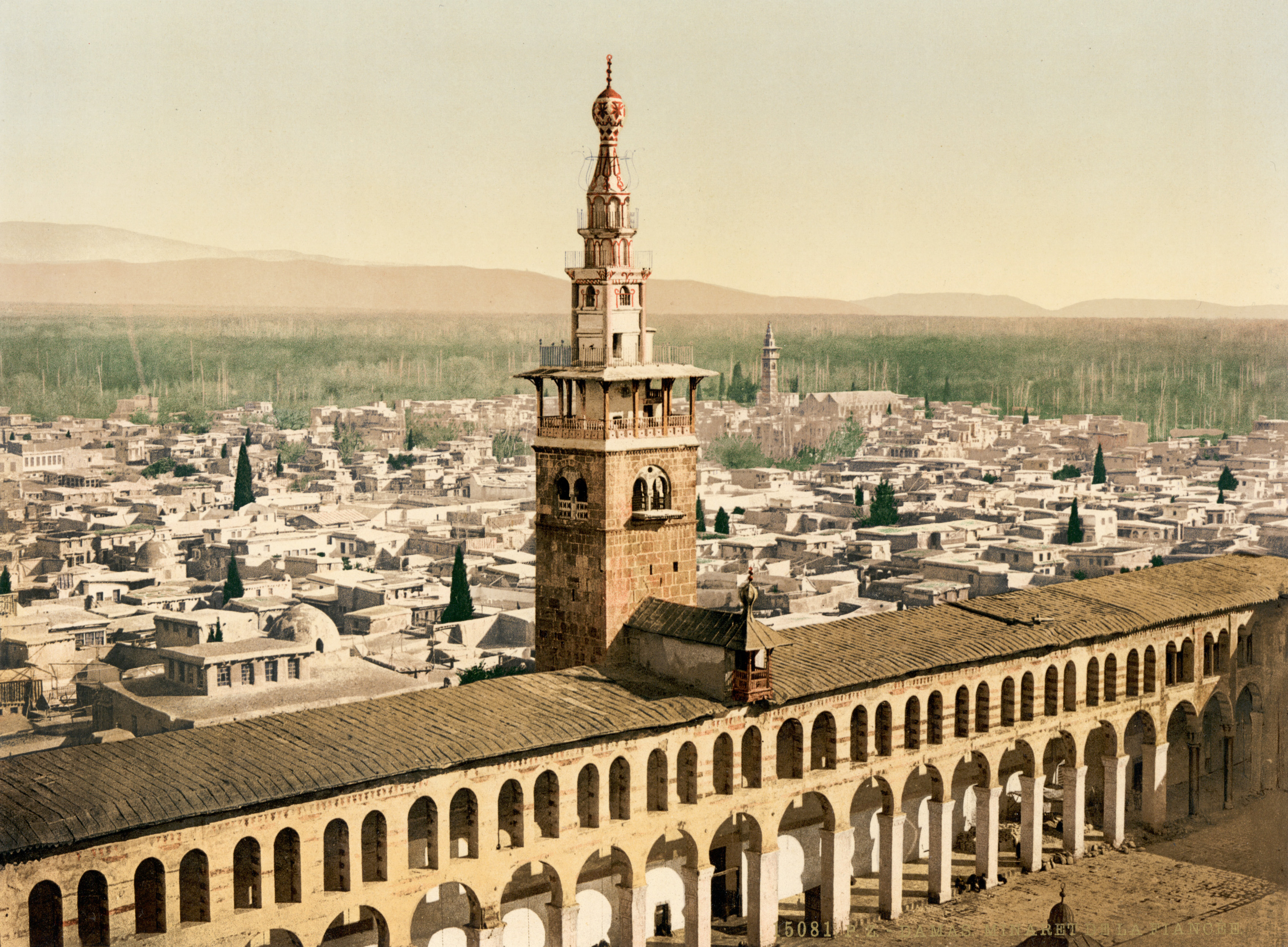
Umayyadmoskén, en plats där Ibn Taimiyya brukade hålla föreläsningar om islam.

Ibn Taymiyya, född 22 januari 1263 i Harran, död 26 september 1328, var en islamisk och proto-salafistisk teolog. Han var en stark förespråkare av sunnimuslimsk ortodoxi och var anhängare till den hanbalitiska rättsskolan. Ibn Taymiyya verkade främst i Damaskus, men även i Kairo. Hans fullständiga namn var Taqī ad-Dīn Abul Abbās Ahmad ibn 'Abd al-Halim ibn 'Abd as-Salam Ibn Taymiya al-Harrānī (arabiska: أبو العباس تقي الدين أحمد بن عبد السلام بن عبد الله ابن تيمية الحراني)
Hans åsikter bidrog till att han flera gånger under sitt liv fängslades, bland annat efter anklagelser om antropomorfism och på grund av åsikten att sultanens alla åtgärder skulle vara förenliga med sharia. Flera härskare drog nytta av Tamiyyas goda talarförmåga för att sporra muslimer till heligt krig. Han spred därför framgångsrikt sina idéer när han var i olika sultaners tjänst. Tamiyyas spred även sina idéer på andra sätt, som när han satt i husarrest i Alexandria genom kontakt med pilgrimer och när han studerade i Damaskus genom kontakten med andra studenter.
Ibn Tamiyya strävade efter att upprätta en genuin och enkel trosupplevelse genom att låta den islamiska teologin återgå till dess ursprungliga källor, Koranen samt Muhammads Sunna. Han avvisade allt som stod mellan människan och Gud, i form av till exempel helgonkult. Enligt honom hade de tidigaste muslimerna känt denna äkta trosupplevelse eftersom de följde principen om avvisande. Genom att rätta sig efter de tidiga muslimernas seder kunde den troende uppnå en orubblig tro.

## I konflikt med mamluker
Första gången Ibn Taymiyya kom att stöta sig med sina teologiska motståndare var 1293 då han kom i konflikt med mamlukerna, som vid denna tid besatt den styrande makten i Damaskus. Detta var också första gången som han fängslades för sina idéer. Hans ortodoxa tankegångar försatte honom i teologiska strider och han kom av sina motståndare bland annat att anklagas för antropomorfism samt hans skarpa kritik av kalam. Han förespråkade en strikt tolkning av religionen och fördömde främmande inslag, som exempelvis den hellenistiska influensen över den islamiska filosofin.
Ibn Taymiyya är också känd för sitt deltagande och uppmuntran i försvaret mot den mongoliska invasionen, som han ansåg vara ett jihad mot de otrogna mongolerna, av Damaskus år 1300. Han deltog även i stridigheter mot sina shiitiska motståndare.

## Fängslad en andra gång
Andra gången Ibn Taymiyya döms för sina teologiska övertramp är 1309 då han anklagas för att ha ifrågasatt existensens enhet. Denna gång förs han till Alexandria för att avtjäna husarrest. Efter avtjänat straff kom han att verka under några år i Kairo innan han återvände till Damaskus år 1313 där han kom att fortsätta att proklamera sina idéer och vann många lärjungar. 
De centrala delarna i hans proklamation av sunnitisk ortodoxi kan delas in i fyra punkter:
1. Förkastandet av rationellt argumenterande inom islamisk teologi (kalam), framförallt kritik mot logiken, eftersom denna inte borde spela någon roll i tron.
2. Förkastandet av den spridda teorin om varats enhet, en idé om att Guds existens är allting.
3. Förkastandet av den på tiden populära millenarismen, som menade att tiden för frälsning var i samtiden.
4. Motstånd mot alla typer av shiiter.

Sista gången Ibn Taymiyya fängslades var år 1326 då han arresterades för att ha argumenterat mot och fördömt relikkult vid heliga gravplatser, något som Ibn Taymiyya inte ansåg vara förenligt med sann sunniislam. Han dog 1328 i fångenskap.
Hans sunniislamiska ortodoxi kom senare under modern tid att inspirera bland andra wahhabiterna i deras strikta uttolkning av islam.

## Antropomorfism
Ibn Taymiyyas hyste en tämligen kontroversiell teologi och han kom ofta att anklagas för antropomorfism. Även om han strävade efter att följa de fromma Islamska förfädernas (al-salaf) så baserades en stor del av hans teologiska lära och principer på tämligen obskyra, för att inte säga heterodoxa teologer som Uthman Darimi som under de första århundradena av Islams utveckling knappast utövat mer än marginellt inflytande inom vissa antropomorfiska sekter. En annan paradox är att Taymiyya påstod sig förkasta logik och rationellt argumenterande men trots detta bygger hans teologi på kontroversiella slutsatser baserade på komplexa logiska resonemang.
Hans kroppsliga uppfattning om gud går emot de tidiga muslimska teologernas lära om Guds transcendens. Taymiyya själv förnekade alla anklagelser om antropomorfism då hans egen definition gällande innebörden av antropomorfism skilde sig från den traditionella. Taymiyya ansåg att somliga världsliga attribut som t.ex. storlek, form, riktning, begränsningar och kropp var nödvändiga förutsättningar för att någonting skulle kunna sägas "existera" i verklig mening. Gud var inget undantag.
Förnekandet av dessa egenskaper gällande gud innebar alltså, enligt Taymiyya, ett förnekande av Guds existens. Taymiyya ansåg att utan nämnda egenskaper så skulle gud reduceras till ett abstrakt, icke existerande koncept.
Taymiyya ansåg sig finna stöd för denna filosofi i Koranen där gud sägs vara "över himlarna", något han ansåg vara avsett att tolkas bokstavligt.

## Kritiken av filosoferna
Ibn Taymiyyas försökte liksom Al-Ghazali bekämpa den grekiska filosofins inflytande på den islamiska teologin. Liksom andra teologer före honom sökte Taymiyyah efter en sann sunnitisk islam som han menade fanns i Koranen och som hade praktiserats av de fromma förfäderna (al-salaf). Han kritiserade andra teologer och filosofer och menade att dessa hade övergett den sanna läran och lämnat förfädernas traditioner. Enligt Taymiyya var de varianter av islam som kommit till efter profeten Mohammed var oäkta. Då Koranen tillsammans med profetens sunna utgör källan till all religiös sanning, enligt Taymiyya, och då alla svar går att finna i dessa, bör alla senare teologers tolkningar betraktas som innovationer (bida). Han förespråkade qiyas där lagar kan härledas från Mohammeds uppenbarelser genom analogislut.
I al-‘Aql wa’l-Naql (Förnuftets och traditionens harmoni), riktar Ibn Taymiyya kritik mot den muslimske filosofen Ibn Rushd. Ibn Rushd hade reducerat antalet teologiska grupper i al-Kashf till fyra och uteslutit den grupp som Ibn Taymiyya gav stor betydelse, al-salaf (förfäderna). En annan filosof, Ibn al-Arabi, ansåg att varje människa är unik och en oupprepbar uppenbarelse av något av Guds dolda attribut. Ibn Taymiyya kritiserade Ibn 'Arabis syn på människan samt hans föreställning om att det finns en idealmänniska, en fullkomlig människa som står närmare Gud än andra. Även shiitisk islam kritiserades av Ibn Taymiyya eftersom det var en form av islam som framträtt efter profeten Mohammeds död.

## Syn på statsskick
Enligt Ibn Taymiyya bör stat och religion inte vara åtskilda. Utan makten från staten är religionen hotad och utan inflytande från den religiösa lagen blir staten en tyrannisk organisation. Statens uppgift är enligt Taymiyya att se till att rättvisa upprätthålls, att förespråka det goda och förbjuda det onda, samt att förbereda för ett samhälle som är hängivet Gud.

## Wahhabism
Under det osmanska rikets erövring av Syrien och Egypten 1517 fick den hanafitiska rättsskolan officiellt högre status medan den hanbalitiska minskade i betydelse. Den försvann dock inte helt och hållet utan anhängare till Ibn Taymiyya fanns kvar. En av de som inspirerades av Taymiyyas idéer var Muhammad 'Abd al-Wahhāb, grundare av wahhabismen. Muhammad 'Abd al-Wahhāb tog efter Taymiyyas syn på Koranen och sunna som enda källor till religiös sanning. Liksom Taymiyya tog han avstånd från folklig religiositet, såsom dyrkan av helgon och deras gravar, och menade att det var oförenligt med verklig monoteism.